# Melody Francis
Pour les articles homonymes, voir Francis.
Melody Francis, née le 17 octobre 1988, est une joueuse de squash représentant l'Australie. Elle atteint en janvier 2012 la 34e place mondiale, son meilleur classement.

## Biographie
Elle commence le squash à l'âge de neuf ans. Elle se retire en février 2014 à seulement vingt-cinq ans. Elle devient ensuite entraineur de squash.